# Hervormde kerk (Grootschermer)
De Hervormde kerk van het Noord-Hollandse Grootschermer ligt aan het Zuideinde 5.  Het driezijdig gesloten zaalkerkje met houten toren boven de westgevel werd voor de derde maal hernieuwd in 1762. Verder bevinden in de kerk uit de 17e eeuw: een preekstoel, kerkbanken, doopboog, doopbekkenhouder (met bekken, zandloperhouder en drie lichtkronen, een blaker en twee lichtarmen) koper. De klokkenstoel bevat een klok van A. Koster uit 1648. Het mechanisch torenuurwerk van Eijsbouts uit circa 1948 werd later voorzien van een elektrische opwinding. Om de arbeiders te laten zien hoe laat het was werd aan de kant van de Eilandspolder een extra grote wijzerplaat geplaatst. 
Sinds 1967 is de kerk als rijksmonument op de monumentenlijst geplaatst. Tussen 1978 en 1980 werd de kerk grondig gerestaureerd, waarbij ook de oorspronkelijke kleuren werden aangebracht.
Het gebouw is niet meer in gebruik als kerk, maar als cultureel centrum.

## Orgel
In de kerk staat een orgel dat in 1864 werd gemaakt door F.S. Naber uit Deventer. De firma Vermeulen uit Alkmaar restaureerde het orgel tussen 1978 en 1980. Het heeft negen stemmen, een manuaal en een aangehangen pedaal. Het orgel heeft 550 metalen en houten pijpen. 

## Foto's

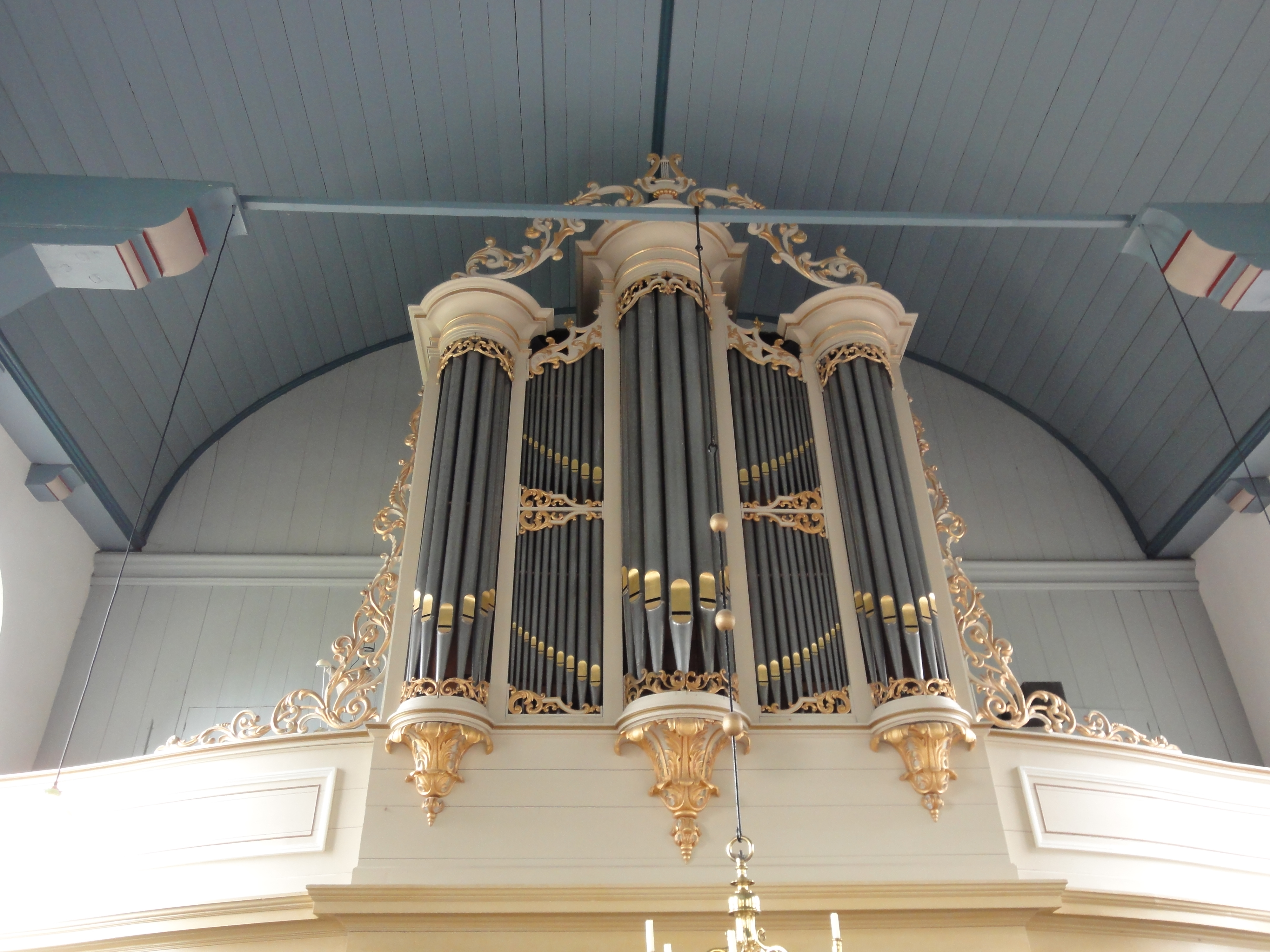
Orgel uit 1864
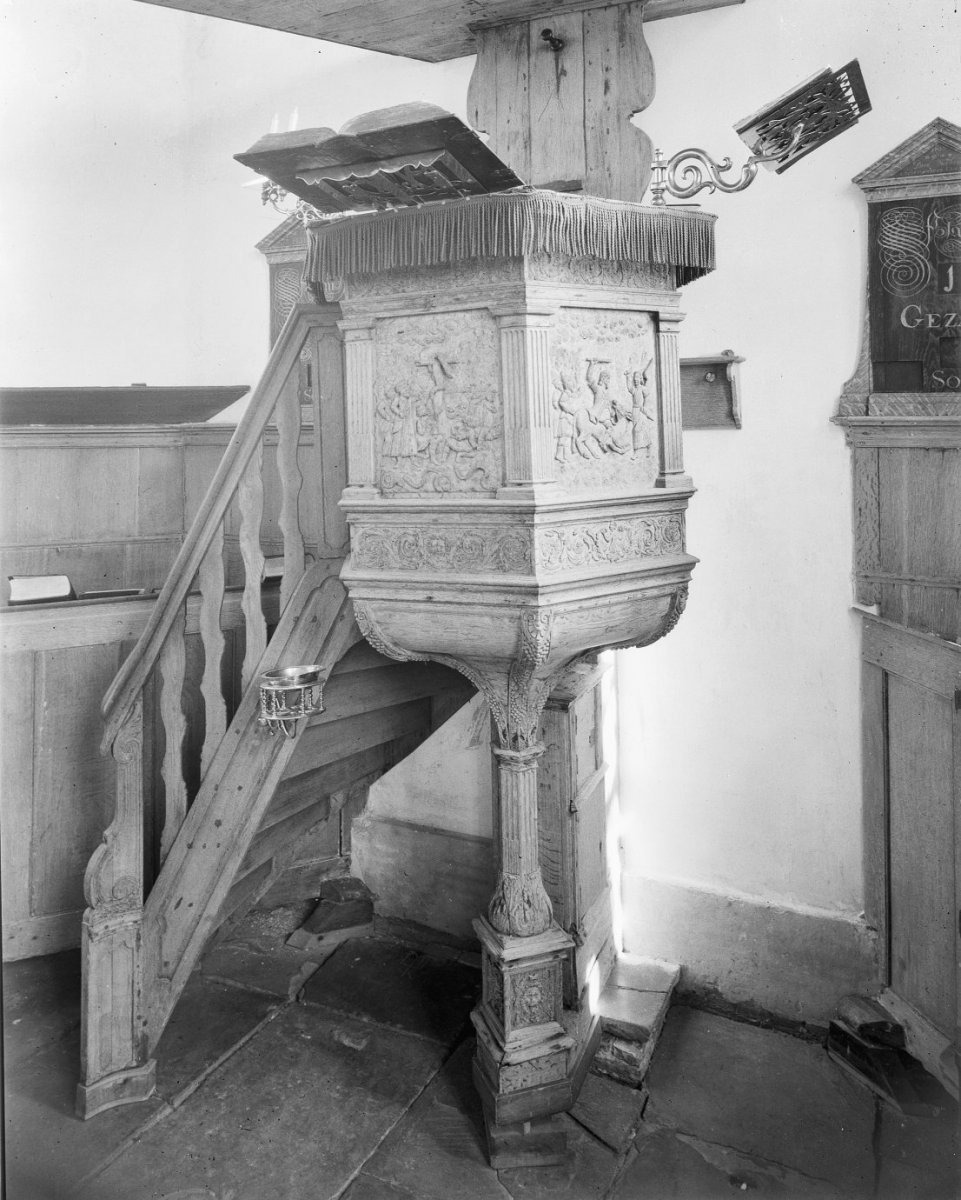
Preekstoel uit de 17e eeuw
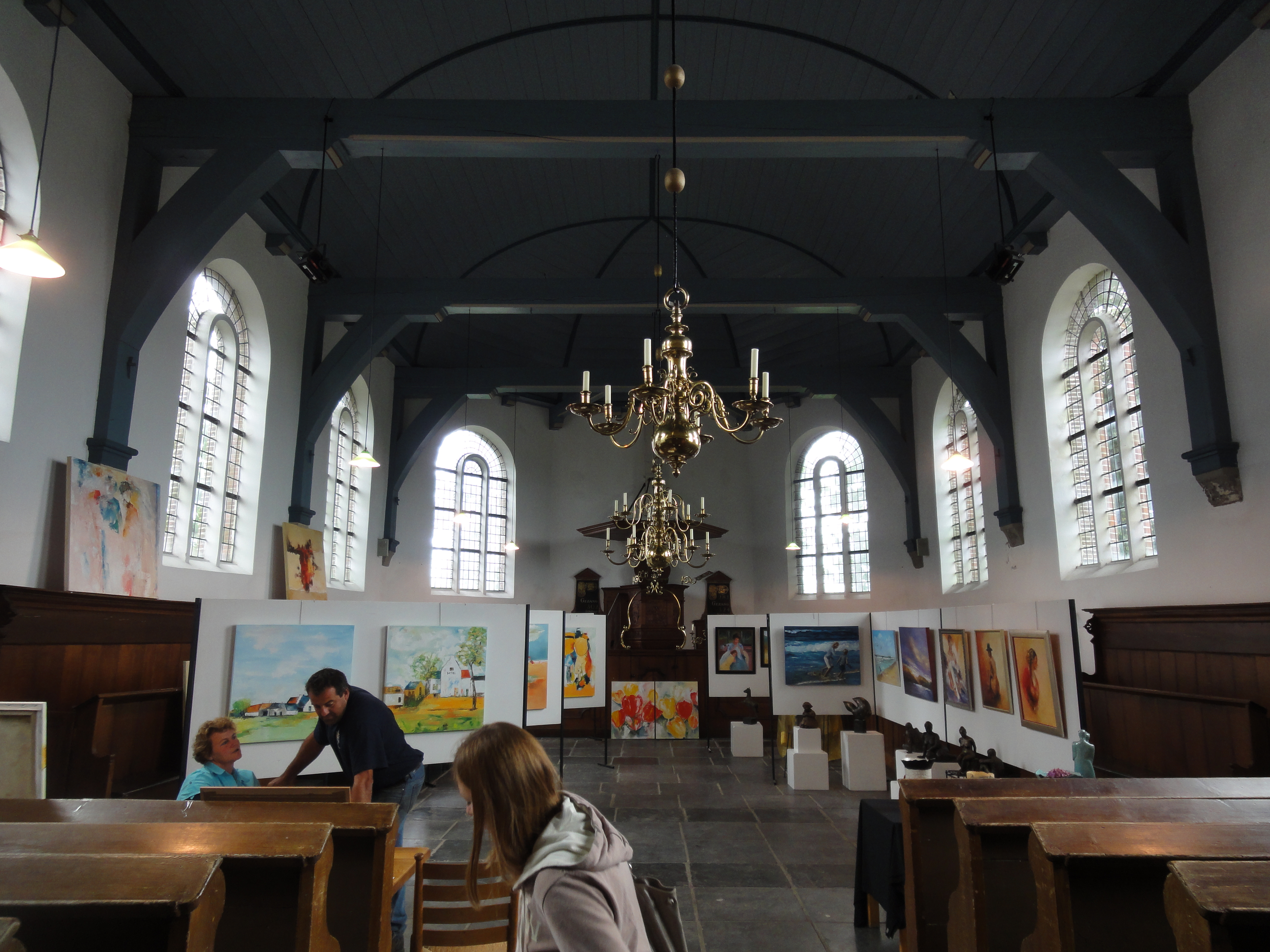
Inventaris